# Julio Cervera Baviera
Julio Cervera Baviera (Segorbe, 26 de enero de 1854-Madrid, 24 de junio de 1927) fue un ingeniero y comandante que cursó estudios de Ciencias Físicas en la Universidad de Valencia. Fue cadete de caballería en Valladolid, entrando a formar parte en 1878 de la escuela de Ingenieros Militares de Guadalajara.

## Biografía
En 1877  viajó a Marruecos y publicó un libro titulado «Geografía militar de Marruecos» (1884). La Armada le comisionó para seguir explorando el área y publicó la obra «Expedición geográfico-militar al interior y costas de Marruecos» (1885).
En 1886, con el patrocinio de la Sociedad Española de Geografía Comercial, Cervera dirigió la expedición científica al Sáhara Occidental junto al geólogo Francisco Quiroga y el intérprete Felipe Rizzo. Pese a la dificultad que planteaba la dureza del desierto, así como la desconfianza de los indígenas, fue un éxito en términos científicos. Se logró llegar a lugares nunca visitados por occidentales y la obtención de material botánico y zoológico para ser estudiados por el Museo de Ciencias Naturales y la Universidad de Madrid.
Durante la guerra Hispano-Americana de 1898, le fue encargada la defensa del Guamaní, cerro que domina el camino entre Cayey y Guayama, teniendo su punto culminante en la batalla del mismo nombre (9 de agosto de 1898), en la que consiguió trasladarse a Aibonito al barrio Asomante para fortalecer las instalaciones de comunicaciones y repeler un ataque de las tropas norteamericanas, conociéndose este evento como «combate del Asomante». El pueblo de Aibonito con su plaza e iglesia, es el de mayor altitud sobre el nivel del mar en Puerto Rico, permitiendo una posición estratégica para una mayor visibilidad de la costa norte (océano Atlántico) en San Juan y la de Ponce (mar Caribe) al sur de la Isla. En este punto se estableció en el sector conocido como La Torre un heliógrafo para mantener comunicación entre San Juan y Ponce. Tras la guerra se hizo famoso al publicar un folleto, La defensa de Puerto Rico, en el que con la intención de favorecer al General Macías arremetía contra los voluntarios puertorriqueños.
En 1899, una vez finalizada la guerra y centrándose ya en su faceta de ingeniero, trabajó durante 3 meses con Guillermo Marconi y su ayudante, George Kemp. Obtuvo sus primeras patentes en telegrafía sin hilos antes de finalizar el año. 
Según el profesor de la Universidad de Navarra, Ángel Faus, una de las patentes más destacadas es la del telemando de equipos y sistemas, antecesor del mando a distancia. Ángel Faus, en su obra La Radio en España. 1896-1977, atribuye a Julio Cervera la invención del primer sistema técnico de la radio.
Julio Cervera según últimas investigaciones realizadas, desarrolló la radio once años antes que Marconi. Cierto es que el italiano inventó antes que Cervera la telegrafía sin hilos, pero para transmitir señales, no sonido. Cervera transmitió la voz humana -y no señales- sin hilos entre Jávea (Alicante) e Ibiza en 1902, lo que significó la conexión de dos puntos alejados cerca de 85 kilómetros.
Sin embargo, hay que tener en cuenta que 15 años antes que Marconi y 4 años antes que Julio Cervera, Nikola Tesla ya había hecho varias demostraciones y publicaciones de los principios de la radio. Tras la usurpación de Marconi en la patente, Nikola Tesla llevó a los tribunales a Marconi ganando el litigio ante el Tribunal Supremo de los EE. UU. y quedando como el auténtico inventor de la radio.
Otra notable contribución fue la creación en 1903 de la Internacional Institución Electrotécnica en Valencia, que daba títulos propios de ingeniero mecánico, electricista y mecánico-electricista, denominados libres. Fue una de las primeras experiencias de educación a distancia de todo el mundo. En 1908 pasa a llamarse Institución de Enseñanza Técnica ofreciendo cursos en disco. Publica la revista Electricidad y Mecánica desde 1905 hasta al menos 1920.
También fue el creador del diseño del antiguo tranvía de Tenerife.
Además, escribió un libro sobre dos territorios de la España africana, «la Isla del Perejil y Santa Cruz de Mar Pequeña», siendo sus opiniones proféticas.

## Vida privada

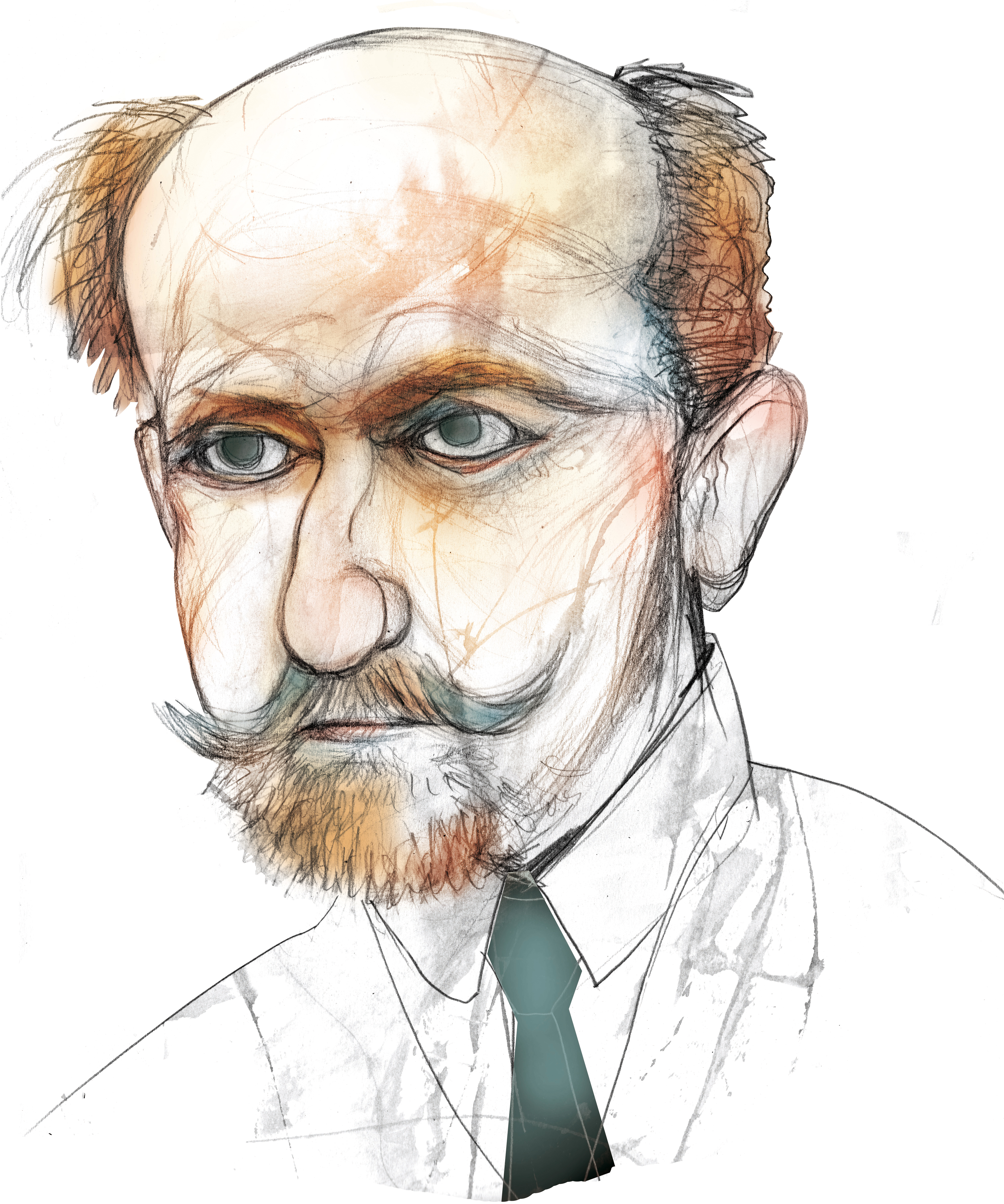
Retrato de Julio Cervera, por Eulogia Merle

En 1883 contrajo matrimonio con Desamparados Giménez Baviera con quien tuvo tres hijos, dos niñas - Amparo y Pilar - y un varón que murió prematuramente.
Cervera fue un republicano liberal, amigo personal de Manuel Ruiz Zorrilla. En 1881 fue candidato republicano por el distrito de Segorbe a las Cortes, pero sufrió un arresto que le impidió su participación efectiva. Tras varios intentos, en 1908, obtuvo acta de diputado por Valencia como integrante del Partido Republicano Radical.
Masón ilustre, fundó una logia en su Segorbe natal.  En 1890, constituyó una obediencia masónica en Marruecos que llegó a contar con 12 logias y doscientos miembros. Un año más tarde esta organización se integró en el Gran Oriente Español.